# Trichosetodes argentolineatus
Trichosetodes argentolineatus är en nattsländeart som beskrevs av Georg Ulmer 1915. Trichosetodes argentolineatus ingår i släktet Trichosetodes och familjen långhornssländor. Inga underarter finns listade i Catalogue of Life.